# كلارنس جيليارد
كلارنس جيليارد (بالإنجليزية: Clarence Gilyard) مواليد 24 ديسمبر 1955 في موسيس ليك، الولايات المتحدة، هو ممثل أمريكي بدأ مسيرته الفنية سنة 1981. فاز بجائزة إيميج عن فئة أفضل ممثل مساعد في مسلسل درامي.

## الأعمال
- جوال تكساس ووكر
- ماتلوك
- موت قاسي
- فتى الكاراتيه الجزء الثاني
- توب غان

## روابط خارجية
- كلارنس جيليارد على موقع IMDb (الإنجليزية)
- كلارنس جيليارد على موقع ألو سيني (الفرنسية)
- كلارنس جيليارد على موقع أول موفي (الإنجليزية)
- كلارنس جيليارد على موقع إن إن دي بي (الإنجليزية)
- كلارنس جيليارد على موقع قاعدة بيانات الفيلم (الإنجليزية)
- كلارنس جيليارد على موقع كينوبويسك (الروسية)